# Totolapan
Totolapan és un municipi de l'estat de Morelos, a Mèxic. Els pobladors de Totolapan van ser dominats pels xinamecans, a qui servien a les guerres. Després de la conquesta, els agustins es van establir a Totolopan el 1536, l'església del convent va ser dedicada a Sant Guillem, que es va acabar el 1545. El convent de Totolapan és un dels més antics que hi ha a Mèxic.